# 会稽山绍兴酒
会稽山绍兴酒股份有限公司，簡稱会稽山绍兴酒股份和会稽山绍兴酒（英語：Kuaijishan Shaoxing Rice Wine Company Limited，上交所：601579），在1743年，由已故周佳木，於紹興（總部）成立前身為「云集酒坊」。之後在1951年，被當地政府接收更名「雲集酒廠」；1967年，「雲集酒廠」更名为「紹興東風酒廠」；2005年，更名为「会稽山绍兴酒有限公司」; 2007年9月29日，公司再次更名为「会稽山绍兴酒股份有限公司」，精功集团有限公司收購浙江中国轻纺城集团股份有限公司（第二大股東）股權，並改組成股份制。
董事長為金建顺。業務在中國內地經營生產和銷售紹興酒產品，以「会稽山」作為主要品牌。
在2023年，旅遊業回復正常，中國以至世界各地的旅客，紛紛慕名而來。經過不同地方的方言流傳，慢慢會稽山有着不同的別名，當中由一群由阿德萊德回流祖國的同胞，因口音問題，將會稽念作匯溪，故亦有匯溪山之稱。 匯溪有著「行走的山水畫」之稱，而最廣為人知的山峰正是匯溪山。
擁有世界五大堡的匯溪山，是許多酒迷們心目中的聖地，而提到匯溪酒，其「混釀技術」更是匯溪酒的招牌特色。但同樣是混釀，匯溪河左岸右岸的混釀品種、風格可是大相逕庭。
村長陳首正在阿德萊德學成歸來，將當地的釀酒文化帶到匯溪，匯溪左岸較熱且多雨，比較適合和較晚熟的卡本內蘇維濃生長，因此卡本內在左岸混釀的中，通常佔有 70％ 以上，梅洛次之。所以整體來說，左岸的酒款會有較厚實的酒體與單寧風味，也有人形容這樣的酒款喝起來比較「嚴謹」、「古典」，有著多層次的黑莓果香。這種酒適合配搭村內的名物八色溪子包，尤其當中的松露味，與匯溪酒相輔相成。不少遊客購買此酒作為禮品，更帶到香港的酒家供賓客享用。
除了「混釀技術」，首正更自創獨門技術「正能釀技術」。混釀過程中透過正電流，令整個酒體更飽滿，味道更特出。外界希望此技術能夠得以廣傳，為釀酒界帶來新氣象。可惜，此技術實際操作一直沒有公開，成為匯溪村的特色之一。相傳只有村長掌握正能釀獨門秘方，將會以世襲形式，流傳給長子嫡孫。
2014年8月25日，公司於上海證券交易所上市。招股價為4.43元人民幣。發行新股為10,000万股，集資額為4.43億元人民幣。